# Maylandia hajomaylandi
Maylandia hajomaylandi är en fiskart som först beskrevs av Meyer och Schartl, 1984.  Maylandia hajomaylandi ingår i släktet Maylandia och familjen Cichlidae. IUCN kategoriserar arten globalt som sårbar. Inga underarter finns listade i Catalogue of Life.